# Villeneuve-en-Montagne
Villeneuve-en-Montagne este o comună în departamentul Saône-et-Loire, Franța. În 2009 avea o populație de 148 de locuitori.

## Evoluția populației
| An        | 1975 | 1982 | 1990 | 1999 | 2006 | 2009 |
| --------- | ---- | ---- | ---- | ---- | ---- | ---- |
| Populație | 158  | 146  | 134  | 142  | 138  | 148  |